# Чадца
Ча́дца (словац. Čadca, пол. Czaca, венг. Csaca) — город в северо-западной Словакии у границ с Польшей и Чехией. Расположен на реке Кисуца. Население — около 24 тыс. человек.

## История
Чадца была основана в XVI веке. Первое упоминание — 1565. Городские права с 1778 года.

## Население
| Год:                | 1994   | 2004    | 2014    | 2024    |
| ------------------- | ------ | ------- | ------- | ------- |
| Количество человек: | 26 359 | 26 269  | 24 670  | 22 307  |
| Разница:            |        | −0,34 % | −6,08 % | −9,57 % |

## Города-побратимы
Торунь, Польша
 Живец, Польша
 Валашске-Мезиржичи, Чехия